# 竇憲
竇 憲（とう けん、? - 92年）は、後漢の外戚。字は伯度。扶風平陵県（現在の陝西省咸陽市秦都区）の人。安豊戴侯竇融の曾孫。祖父は竇穆。父は竇勛。弟は竇篤。後漢では外戚の地位を占め要職を歴任した。

## 経歴・人物
建初2年（77年）、章帝が竇憲の妹（章徳皇后）を立后し、外戚の地位を占めた竇憲・竇篤が頭角を現し始める。
永元元年（89年）、竇憲は刺客を使い太后の倖臣であった劉暢を殺害、その罪を蔡倫にかぶせようとしたが、後に事実が発覚し宮廷内に囚われた。これに対し竇憲は北匈奴討伐を行なうことで贖罪すると上奏し、後漢に帰順していた南匈奴の出兵要請が行われると、車騎将軍として、執金吾の耿秉を副官として4千騎の兵を率い、南匈奴・烏桓・羌胡の兵3万余と共に出兵した。竇憲は匈奴を稽落山（現在のモンゴル国イフ・バヤン山）にて破り、単于を逃走させた。竇憲は更に諸部を追撃し、出塞すること3千里、燕然山（現在のモンゴル国ハンガイ山脈）に追い、その地に討伐を記念する石碑を建てている。
この北匈奴遠征により竇憲は大将軍に任じられる。大将軍となった竇憲は北匈奴を壊滅させるべく、2年後の永元3年（91年）、再度遠征に出発し、北匈奴の主力軍を粉砕、単于皇太后を捕虜とし、単于を倉皇逃亡させることに成功する。
このようにして確固たる地位を朝廷内に築いた竇憲は皇位簒奪を計画し、それを察知した和帝は中常侍鄭衆とともに竇憲の殺害を計画する。
永元4年（92年）、和帝は竇憲一派の逮捕を命令、大将軍の印綬を没収し、冠軍侯に改封し、その後自殺を命じられ竇憲は自殺した。『漢書』を編纂した班固もまたこの事件に連座して獄死している。
和帝が竇憲を排除するために宦官を利用したことから、それ以降後漢朝では宦官の勢力が強まり、後の党錮の禁の遠因を作ることとなった。